# Reduto de São Jorge
O Reduto de São Jorge (Forte de São Jorge) localizava-se na freguesia de São Jorge, concelho de Santana, na ilha da Madeira, Região Autónoma da Madeira.

## História
Em 1785 era seu capitão Francisco Manuel Jardim Telo de Meneses.